# Доња Дубрава (Међимурје)
Доња Дубрава (мађ. Alsódomború) је насељено место и седиште општине, која обухвата само једно насеље, у Међимурју, Хрватска. До територијалне реорганизације у Хрватској, подручје Доње Дубраве припадало је старој општини Чаковец.

## Становништво
На попису становништва 2011. године, општина, одн. насеље Доња Дубрава је имала 1.920 становника.

## Попис1991.
На попису становништва 1991. године, насељено место Доња Дубрава је имало 2.536 становника, следећег националног састава:
| Попис 1991.‍   | Попис 1991.‍  | Попис 1991.‍ | Попис 1991.‍ | Попис 1991.‍ |
| ------------- | ------------ | ----------- | ----------- | ----------- |
|               |              |             |             |             |
| Хрвати        | Хрвати       |             | 2.397       | 94,51%      |
| Роми          | Роми         |             | 41          | 1,61%       |
| Југословени   | Југословени  |             | 13          | 0,51%       |
| Албанци       | Албанци      |             | 7           | 0,27%       |
| Словенци      | Словенци     |             | 5           | 0,19%       |
| Срби          | Срби         |             | 4           | 0,15%       |
| Македонци     | Македонци    |             | 1           | 0,03%       |
| Чеси          | Чеси         |             | 1           | 0,03%       |
| неопредељени  | неопредељени |             | 39          | 1,53%       |
| регион. опр.  | регион. опр. |             | 1           | 0,03%       |
| непознато     | непознато    |             | 27          | 1,06%       |
| укупно: 2.536 |              |             |             |             |